# Würzburger Versorgungs- und Verkehrs-GmbH

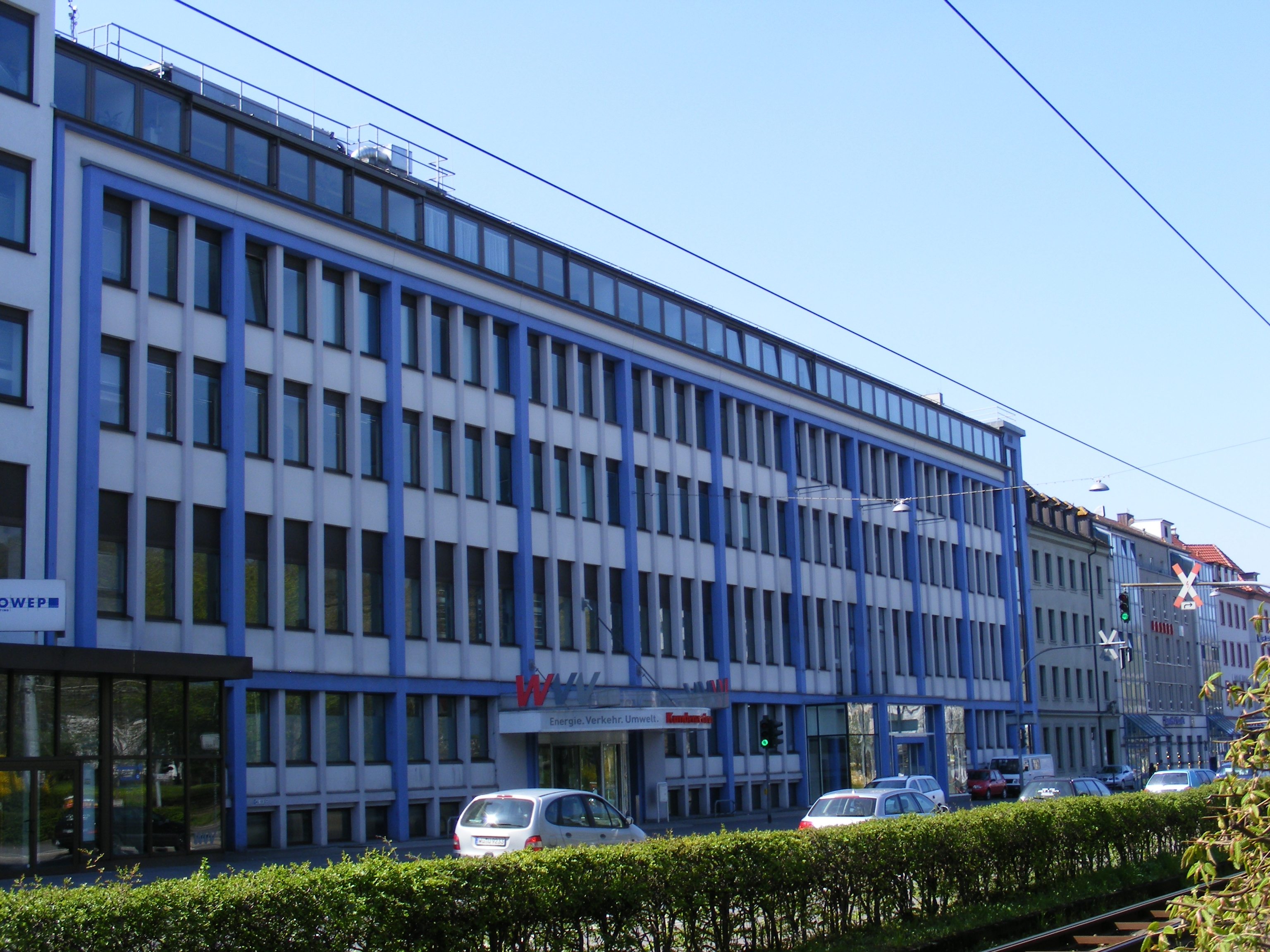
WVV-Konzernzentrale Haugerring

Die Würzburger Versorgungs- und Verkehrs-GmbH (WVV) ist ein deutsches Infrastrukturunternehmen und Energieversorger mit Sitz in Würzburg. Die Gesellschaft befindet sich vollständig im Besitz der Stadt Würzburg und versorgt die Stadt und viele Randgemeinden mit Strom, Erdgas, Fernwärme und Trinkwasser.

## Geschichte
Das Unternehmen geht zurück auf die Würzburger Stadtwerke, die ihren Ursprung in einem im Jahr 1849 von den städtischen Gremien Würzburgs beschlossenen Projekt zur Beleuchtung der Stadt mit Gaslaternen hatten. Hierzu sollte eine Konzession über Würzburgs Beleuchtung vergeben werden, jedoch kam der Würzburger Magistrat zu dem Entschluss, selbst ein (Holz-)Gaswerk zu errichten. Dieses konnte im Jahr 1855 eingeweiht werden und versorgte über ein Gasleitungssystem anfänglich 616 Straßenlaternen und 150 Haushalte mit dem durch Holzvergasung gewonnenen Gas. Am 7. Oktober 1855 erfolgte zudem die erste Theateraufführung „bei Festbeleuchtung durch Gas“.
Ebenfalls 1849 beschloss die Stadt Würzburg die Einrichtung eines modernen Brunnensystems mit Wasserwerk und Kanalisation. Unter Bürgermeister Treppner entstand in der Bahnhofstraße, wo auch das erste Gaswerk errichtet worden war, ein die seit 1856 zur zentralen Wasserversorgung genutzten „Bahnhofsquellen“ nutzendes Wasserwerk mit stärkerem Pumpwerk. Der dazugehörige Wasserturm ging am 8. Juli 1856 in Betrieb. Nachdem das Gaswerk 1875 in den Ständerbühl umgezogen war, wurden die Versorgung mit Gas und Trinkwasser sowie auch das Wasserwerk in der Bahnhofstraße wesentlich ausgebaut und weitere Anlagen, so 1880 ein Hochbehälter für die Wasserversorgung des Frauenlands, in Betrieb genommen. Zur Gasgewinnung wurde, statt der bisherigen Holzvergasung, von 1876 bis in die 1980er Jahre Steinkohle eingesetzt. Zur Wasserversorgung höher gelegener Stadtbezirke wurde 1880 in der Rottendorferstraße ein Wasserbehälter errichtet.
1894 wurde das Wasserwerk in der Mergentheimerstraße in Betrieb genommen und das Reservoir in der Rottendorferstraße erweitert. Im Anschluss an eine Typhusepidemie im Jahr 1897 wurden Quellen im Bereich Zell erworben. Nach der Inbetriebnahme des 1899 begonnenen Zeller Wasserwerks kam es 1901 zu einer deutlichen Erhöhung der Wasserpreise und der Einbau von Wasserzählern wurde verpflichtend. Alle Zeller Stollen lieferten ab etwa 1912 Wasser ins Wassernetz Würzburgs, wodurch eine Vollversorgung der Stadt gewährleistet war.
1874/75 wurde die alte Gasfabrik durch ein neues Gaswerk ersetzt und Holz als Ausgangsstoff wurde durch Kohle ersetzt. Der im März 1874 begonnene Bau des neuen (heute alten) Gaswerks in der Ständerbühlstraße wurde im Herbst 1875 fertiggestellt und das Werk 1897 weiter ausgebaut. Heidingsfeld erhielt, noch eigenständig, 1903 ein Gaswerk. Am 20. Juni 1923 wurde ein neues Gaswerk fertiggestellt.
Elektrizität war bis zum Ende des 19. Jahrhunderts nicht allgemein verfügbar. 1884 richtete Georg Beer, der Inhaber eines Biergartens an der Ecke Münzstraße/Rotlöwengasse für diesen eine generatorbetriebene elektrische Beleuchtung ein.
In den 1890er Jahren begannen die Planungen für ein Elektrizitätswerk, das unter anderem den Ersatz der privat geführten Pferdebahn durch eine elektrische Straßenbahn ermöglichte. Im Jahr 1897 errichtete die Elektrizitäts-AG (bis 1893 Schuckert & Co., 1903 aufgegangen in den Siemens-Schuckertwerken) im Auftrag der Stadt Würzburg ein dampfbetriebenes Elektrizitätswerk auf einem stadteigenen Grundstück in der Wallgasse, das am 1. April 1899 im Stadtwerkeareal Wallgasse in Betrieb ging und anfänglich 45 Abnehmer mit Strom versorgte.
1900 begann die am 10. Juli 1899 gegründete Würzburger Straßenbahnen AG mit der Elektrifizierung der seit 1892 bestehenden Pferdebahn. Bald schon konnte das örtliche Elektrizitätswerk, das 1909 in den Besitz der Stadt kam, den Strombedarf nicht mehr stillen, so wurde das Würzburger Stromversorgungsnetz an das der Überlandwerke Unterfranken AG angeschlossen. Ab April 1923 bezog Würzburg auch Strom aus dem Wasserkraftwerk Untere Mainmühle, das sich im Besitz der Rhein-Main-Donau AG befand.
1927 wurde nach Modernisierungen der Stromversorgung ein neues Umspannwerk in der Prymstraße 4 errichtet. Aus dem Elektrizitätswerk in der Wallgasse, den Gas- und den Wasserwerken (das heutige Tochterunternehmen Trinkwasserversorgung Würzburg GmbH) entstanden die Stadtwerke Würzburg. Nach schweren Kriegsschäden wurde die Infrastruktur nach dem Zweiten Weltkrieg rasch wieder aufgebaut. Am 11. November 1954 ging das Würzburger Fernwärme-Netz an den Start, das vom neugebauten Heizkraftwerk in der Nähe des Alten Hafens gespeist wurde. Am 23. Dezember 1965 wurden die Stadtwerke Würzburg in die neu gegründete Würzburger Versorgungs- und Verkehrs-GmbH integriert. In die neue Gesellschaft wurden auch Teile der Würzburger Straßenbahn GmbH (WSB) eingebracht.
Am 10. Dezember 1969 kam es zur Gründung der Würzburger Hafen GmbH, an der die WVV mit 74 % und die Stadt Würzburg zu 26 % beteiligt sind. Seit den 1990er Jahren ist das Unternehmen bestrebt, weitere Geschäftsfelder zu erschließen. Am 5. April 1993 wurde in diesem Bestreben die Würzburger Recycling GmbH gegründet, an der neben der WVV der Zweckverband Abfallwirtschaft Raum Würzburg (seit 1984 wird der Restmüll im von ihm betriebenen Müllheizkraftwerk in der Gattingerstraße energetisch verwertet), die Balthasar Höhn GmbH & Co. KG, die RECON GmbH sowie die Fischer & Söhne GmbH & Co. KG beteiligt waren. Außerdem wurde ergänzend die Kompostwerke Würzburg GmbH installiert. Zusätzlich ist die WVV im Bereich Gewerbeimmobilien, Parkraummanagement sowie dem Bäderbetrieb (seit 2012) tätig.

## Konzernstruktur

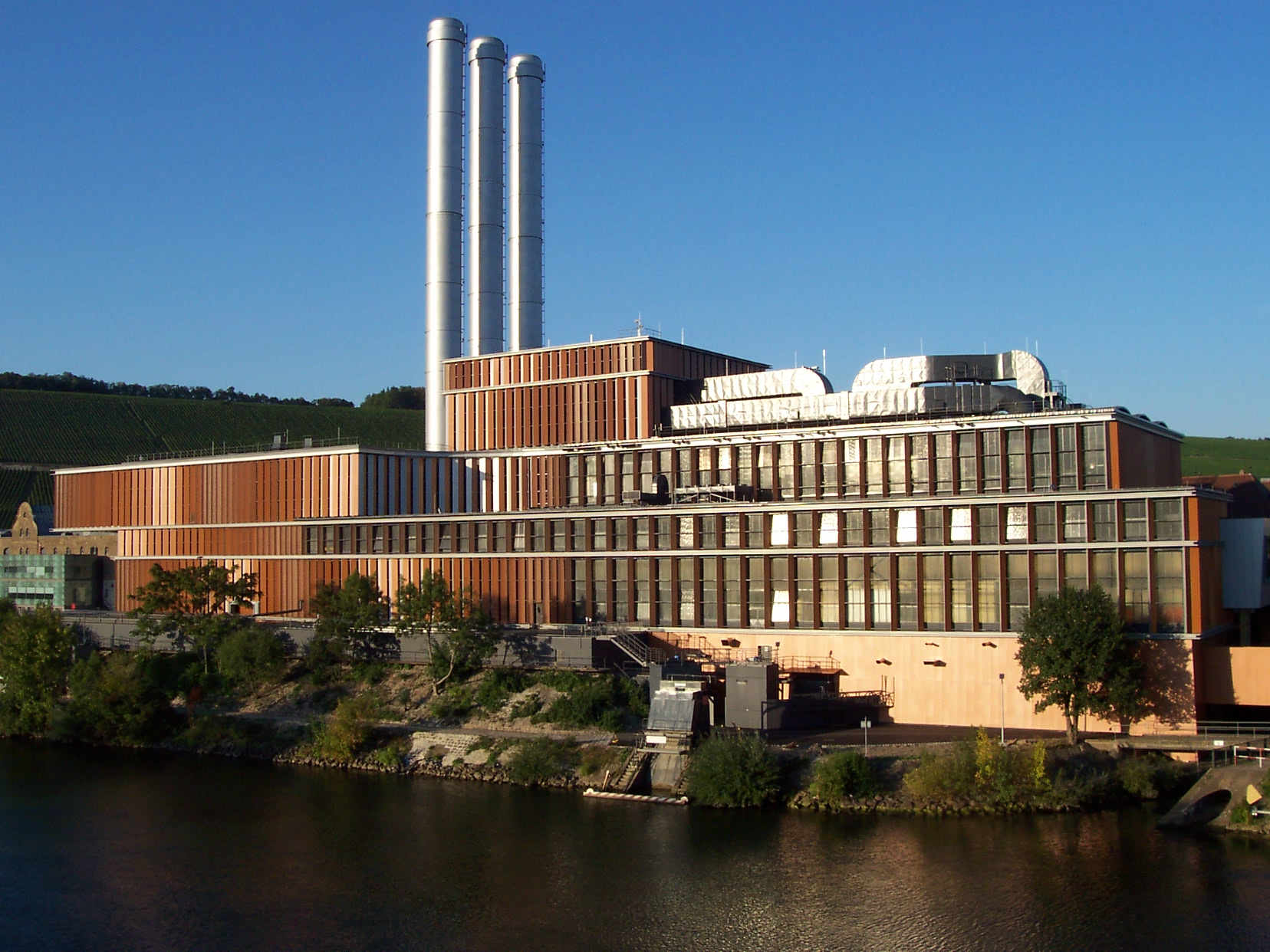
Das Heizkraftwerk am Alten Hafen

WVV fungiert als Konzernobergesellschaft. Gegenstand des Unternehmens sind einerseits der Erwerb, die Errichtung oder die Beteiligung an Unternehmen, aus den Bereichen der Energie- und Trinkwasserversorgung, des Nahverkehrs, der Parkraumbewirtschaftung, der Abfallbehandlung, sowie dem Betrieb der Häfen und Bäder.
- Strom- und Gasversorgung sowie Fernwärme: Stadtwerke Würzburg AG
- Trinkwasserversorgung: Trinkwasserversorgung Würzburg GmbH, eine Tochter der Stadtwerke Würzburg AG
- Öffentlicher Nahverkehr: Würzburger Straßenbahn GmbH
- Parkraumbewirtschaftung: Würzburger Stadtverkehrs-GmbH
- Abfallbehandlung: Kompostwerk Würzburg GmbH, Würzburger Recycling GmbH
- Hafenbetrieb: Würzburger Hafen GmbH
- Bäderbetrieb: Würzburger Bäder GmbH
- Vermietung von Gewerbeimmobilien: WVV-Wirtschaftsstandort Würzburg Immobilien Management GmbH

Die WVV führt für die Tochtergesellschaften und für Dritte die gesamten zentralen Tätigkeiten durch. Die WVV ist zu 100 % im Besitz der Stadt Würzburg.

### Tochterunternehmen
Zur Holding gehören mehrere Tochterunternehmen.

#### Stadtwerke Würzburg AG (STW)
Anteilseigner: WVV 56,82 %, Stadt Würzburg 20,45 %, Thüga AG 22,73 %
Das Stromversorgungsnetz der WVV umfasst eine Gesamtlänge von 2750 Kilometern. Insgesamt werden rund 51.175 Häuser mit Strom versorgt und die 27.642 Straßenleuchten Würzburgs betrieben. Über das Fernwärmenetz werden 1.530 Häuser, vornehmlich in der Würzburger Innenstadt, versorgt.

#### Trinkwasserversorgung Würzburg GmbH (TWV)
Vollständig im Besitz der WVV. Die TWV ist für die Gewinnung und Beschaffung von Trinkwasser und die Lieferung des Trinkwassers an Dritte sowie der Wasserversorgung Würzburg-Estenfeld zuständig. Sie ist Eigentümerin des 1956 eröffneten Würzburger Dallenbergbades.

#### Würzburger Straßenbahn GmbH (WSB)

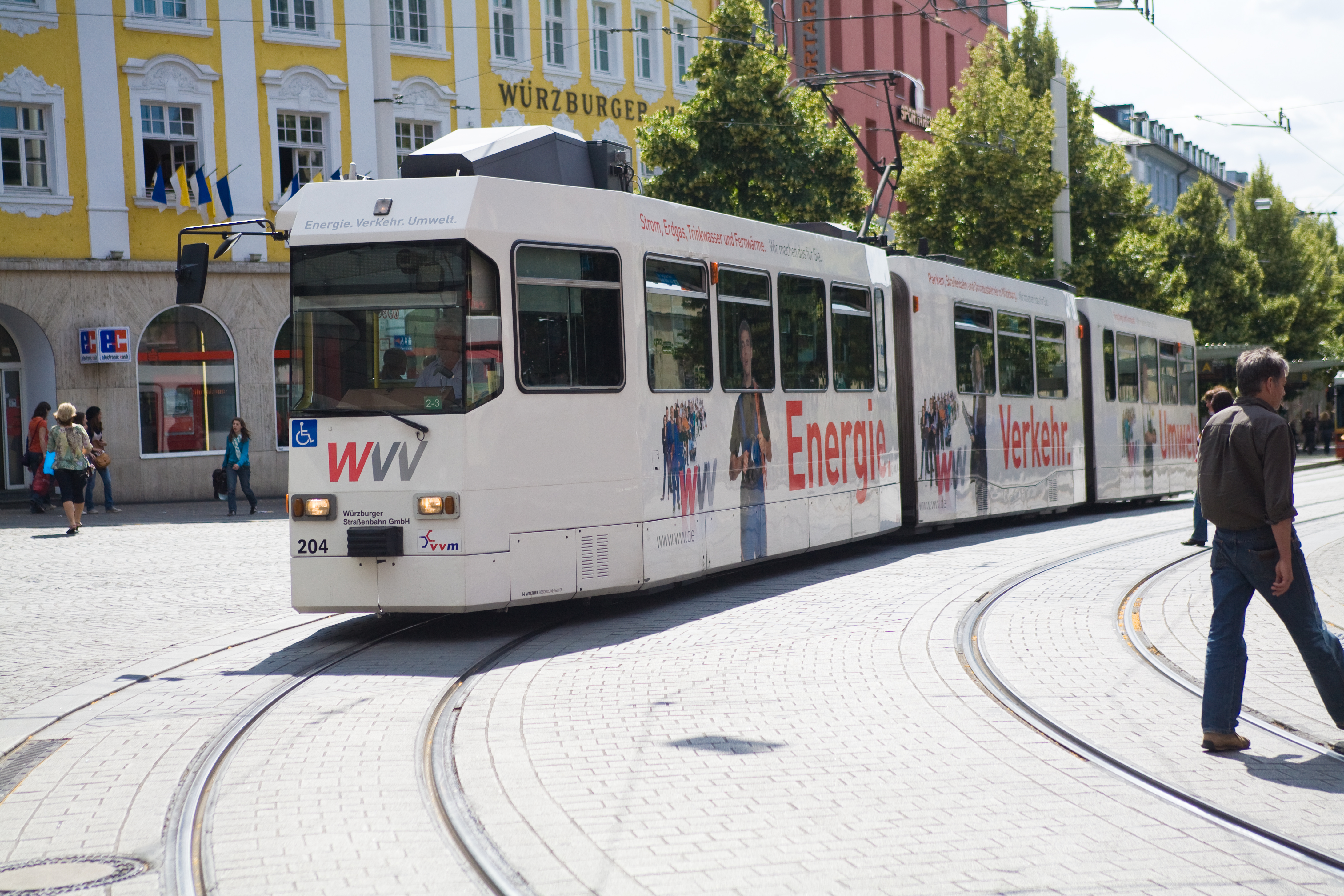
Straßenbahn am Barbarossaplatz

Der WVV-Anteil liegt bei 74 %, die Stadt Würzburg besitzt direkt 26 % der Anteile. Die WSB ist zuständig für den öffentlichen Nahverkehr (ÖPNV) in Würzburg. Sie betreibt auf 19,7 Kilometern Streckennetz mit 40 Fahrzeugen fünf Straßenbahnlinien mit einer Länge von insgesamt 42 Kilometern. Außerdem bedient sie mit 83 Bussen 19 Linien mit einer Länge von 196 Kilometern. Der Busverkehr wurde bis 2024 im Auftrag der WSB durch die private Omnibusgesellschaft NVG betrieben betrieben, die sich zu 88 % im Besitz der WSB befand. Rückwirkend zum 1. Januar 2024 erfolgte am 1. Oktober 2024 die Verschmelzung der NVG Omnibus-Betriebsgesellschaft mbH auf die Würzburger Straßenbahn GmbH (WSB).

#### Würzburger Hafen GmbH (WHG)
74 % der Anteile liegen bei der WVV, 26 % hält die Stadt Würzburg. Auf einem Areal von 86 Hektar, das den Alten Hafen, den Neuen Hafen und den Flusshafen umfasst, wurden im Jahr 2020 277.596 Tonnen an Schiffsgütern und 871.415 Tonnen an Bahngütern umgeschlagen.

#### Würzburger Stadtverkehrs-GmbH (SVG)
Zu 66,67 % im Besitz der WVV und zu 33,33 % im Besitz der Sparkassenstiftung für die Stadt Würzburg. Die SVG betreibt in Würzburg leistungsfähige Parkhäuser und Parkplätze für über 5000 Fahrzeuge.
Für Kunden in ganz Deutschland bietet die SVG Parkraummanagement-Dienstleistungen an.

#### Würzburger Bäder GmbH (WBG)
Die WBG gehört zu 100 % der WVV. Sie ist für den Betrieb des Dallenbergbades, des neuen Freizeitbades Nautiland, der Eisbahn sowie der Hallenbäder Sandermare und Lindleinsmühle zuständig.

#### WVV Wirtschaftsstandort Würzburg Immobilien-Management GmbH (IMG)
Die IMG gehört zu 100 % der WVV und ist unter anderem für die Vermietung von Gewerbeimmobilien zuständig.

#### Weitere Beteiligungen
- Kompostwerk Würzburg GmbH: WVV 100 %
- Genusswunder Würzburg GmbH: 100 %
- smart and public GmbH: 100 %
- Würzburger Recycling GmbH: WVV 50,49 %; beteiligt an Rhön-Saale Umweltdienste GmbH 30,83 %
- Stadtwerke Merseburg GmbH: WVV 9 %
- Stadtwerke Zittau GmbH: WVV: 5,4 %
- Würzburg AG: WVV 5 %